# Demokrit
Demókrit (starogrško Δημόκριτος, latinizirano: Demókritos), starogrški filozof in učenjak, * okoli 470 pr. n. št., Abdera v Trakiji, † 360 pr. n. št., Grčija.
Demokrit je predsokratski starogrški filozof. V ožjem pogledu pa ga obravnavamo kot atomista skupaj s svojim učiteljem Levkipom. Atomisti so zaznavni svet skušali razložiti tako, kot se kaže čutom, vključno z mnogoterostjo in različnostjo, kot tudi gibanjem in spremembo.

## Življenjepis
Demokrit je grški filozof iz Abdere in velja za najmlajšega med atomisti. V mladosti je veliko potoval po vzhodnih deželah, bil je v Perziji, Egiptu, preden se je, neznan, naselil v Atenah. Demokrit je utemeljitelj abderske šole. Postavljal je absolutno nasprotje med resničnostjo po sebi, se pravi atomi, in subjektivnimi zaznavami čutov. Obsežno je pisal o mnogih predmetih, mdr. o naravoslovju, matematiki, mehaniki, slovnici, glasbi in filozofiji, vendar je ohranjeno sorazmerno malo in vse zgolj v fragmentih v navedbah kasnejših opazovalcev, zagovornikov in kritikov atomizma. Ti redki fragmenti večinoma obravnavajo etična vprašanja. 
Malo nam je znano o duhovnih praskah, ki so bile morda v rabi pri drugih predsokratikih. Ugotovimo lahko samo, da so se filozofi, kot sta Seneka in Plutarh, kadar so hoteli obravnavati eno svojih najljubših tem, nevznemirjenost duše, sklicevali na Demokritovo delo O veselju (Peri euthymies), posvečeno temu, čemur pravimo euthymia, se pravi dobremu razpoloženju duše, ki je enako veselju. Demokrit trdi, da lahko veselje dosežemo tako, da atome, ki sestavljajo dušo, zaščitimo pred nasilnimi motnjami, ter s tem prvič izrazi misel (ki jo je pozneje razvil Epikur), da si morajo ljudje prizadevati za srečo, ki izvira iz umirjenosti uma, ta pa temelji na vednosti o snovni podlagi življenja.
Skupaj z Levkipom je utemeljitelj grške teorije o atomih. Prva sta tudi opredelila najmanjše delce kot atome, brez vseh kvalitativnih določil razen oblike, reda in položaja (shema, thesis, taxis). Premikajo pa se po praznini, ki jih loči. Njihovo druženje je nastajanje, njihovo razhajanje pa minevanje stvari. Tudi bogovi niso izvzeti iz tega naravnega reda stvari.
Demokritova naslednika sta bila Epikur in Lukrecij.

## Teorija
Ni treba, da bi Vse ustvarila neka božanska sila, saj je Vse večno; bit namreč ne more izhajati iz ne-bit, kot tudi ne more izhajati iz biti. Ta večni univerzum je sestavljen iz teles in prostora, se pravi praznine, v kateri se gibljejo. Telesa, ki jih vidimo, telesa živih bitij, a tudi telesa Zemlje in nebesnih teles, so sestavljena iz neskončnega števila nedeljivih in nespremenljivih teles, atomov, ki zaradi svoje teže padajo v praznino v ravni črti in z enako hitrostjo ter se tam srečujejo in tvorijo sestavljena telesa , takoj ko se le neznatno odklonijo od svoje poti. Telesa in svetovi se torej zaradi nenehnega gibanja atomov rojevajo, a tudi razpadajo. V neskončnosti praznine in časa je neskončno svetov, ki se pojavljajo in izginjajo. Naš univerzum je le eden od njih. Pojem odklona atomov od njihove poti je imel dvojen namen: na eni strani razložiti tvorbo teles, ki se ne bi mogla sestaviti, če bi atomi samo padali v ravni črti z enako hitrostjo, na drugi strani pa vpeljati »naključje« v »nujnost« in tako postaviti temelj človeški svobodi.

## Dela
Njegova številna dela pisana z jonskim narečjem (dialektom) so obsegala vso področje tedanjega znanstvenega zanimanja (matematiko, astronomijo, fiziko, biologijo, medicino, filologijo, geografijo, etiko, filozofijo, itd.), vendar je od njih ohranjenih samo 70 naslovov in nekaj fragmentov.
Demokritovemu imenu se pripisuje obsežna zbirka moralnih sentenc. Poleg tega je napisal še delo z naslovom Tritogeneia, kar je eden od vzdevkov boginje Atene, ki jo je istovetil z modrostjo ali s preudarnostjo, in to modrost je definiral kot umetnost dobrega umovanja, dobrega govorjenja in tega, da človek naredi tisto, kar je treba narediti.

## Zanimivost
Izročilo latinskih piscev je Demokrita prikazovalo kot »nasmejanega filozofa«, ki (v nasprotju s »temnim« Heraklitom) ob hrušču in trušču človeškega življenja ne more zadržati smeha.
"Besede, kakor "stari nauk, ki taji naključje" merijo očividno na Demokrita …"

## Pomen
Prišel je do skoraj neverjetnega zaključka, da je Rimska cesta skupek svetlobe neštevno mnogo zvezd, od katerih vsaka sveti preveč slabo, da bi jih lahko opazili. Pri tem ne smemo pozabiti, da je to mislil v času, ko je za ostale ljudi najboljšo razlago nudil mit, da je na tem mestu mleko, ki ga je kot dojenček polil Heraklej, ko ga je boginja Junona hranila. Najbolj relevantna razlaga z vidika logosa pa je bila, da so zvezde luknje v nebesni sferi. Po njegovem mnenju Zemljo sestavljajo težji delci, nebesna telesa pa lažji. Lastnosti snovi so odvisne od tega, kakšni atomi jih sestavljajo in kako so razporejeni.
Njegov teoretični atomizem ni zapustil trajne šole ali močnejših vplivov, kakor npr. Platon s platonizmom. Epikur, ki je živel dve generaciji kasneje, je atomizem bolj uporabil v etiki, manj pa pri kozmologiji. Zanimanje za Demokrita je naraslo z eksperimentalno  uveljavitvijo moderne atomske teorije v kemiji in atomski fiziki.